# 완전성 규모
지진 목록에서 완전성 규모(Magnitude of completeness, Mc)란 특정 지역 내에서 모든 지진이 빠짐 없이, 신뢰성 있게 기록할 수 있는 최소 지진 규모를 의미한다.
예를 들어 특정 지역의 지진 목록의 완전성 규모 Mc가 1980년부터 현재까지 2.6이라면 이는 1980년부터 현재까지 규모 M2.6 이상의 모든 지진은 기록되었음을 말한다. 본 데이터를 해석할 때 완전성 규모가 너무 높으면 지진을 매우 적게 샘플링했다는 의미지만, 값이 너무 낮아도 실제 지진이 아닌 노이즈까지 기록되었을 가능성 등 잘못된 지진 활동 매개변수가 기록될 수 있다.
완전성 규모의 또 다른 정의로는 "해당 시공간에서 그 규모의 지진을 100% 완전히 감지할 수 있는 최저 규모"를 의미한다.

## 같이 보기
- 지진 규모